# Cuerpo de Ejército de Castilla
El Cuerpo de Ejército de Castilla formaba parte del Ejército del Norte y agrupaba parte de las tropas del bando sublevado durante la guerra civil española. Fue creado el 24 de octubre de 1937, destinado a constituir una reserva móvil de tropas para operaciones futuras. Su jefe era el general de división de Infantería José Enrique Varela Iglesias.

## Historial
Destinado originalmente para la prevista ofensiva del Ejército franquista sobre Madrid en el invierno de 1937-1938, la ofensiva republicana sobre Teruel lo llevó hasta este frente. Es enviado junto al Cuerpo de Ejército de Galicia del General Aranda y el Cuerpo de Ejército Marroquí del General Yagüe. A comienzos de enero de 1938 fracasó su contraataque para levantar el cerco republicano sobre la capital turolense, lo que llevó a la rendición de su guarnición tras casi 3 semanas de resistencia. A lo largo del mes seguirá sosteniendo duros combates a las afueras de la ciudad con unidades republicanas y de las Brigadas Internacionales, buscando una ruptura del frente. A finales de febrero las tropas de Varela lograron imponerse al Ejército Popular y el día 22 vuelven a dominar Teruel.
Unas semanas más tarde queda situado en Teruel como reserva estratégica para la ofensiva de Aragón que lanzan las fuerzas sublevadas. Tras el resonante éxito en Aragón, a mediados de abril comienza la Ofensiva del Levante con el objetivo de capturar Valencia y la región Levante. Las unidades del General Varela avanzan, pero encuentran una enorme resistencia republicana, y el 27 de abril deben detener su ataque. A lo largo de mayo y junio se reproducen los intentos de ofensiva pero chocan con una resistencia del Ejército republicano que se apoya en el terreno escarpado del Maestrazgo. A comienzos de julio intentan llegar al Mediterráneo a través de la Carretera de Sagunto, junto al Corpo Truppe Volontarie del General Berti. El día 13 obtienen una importante victoria al eliminar la denominada Bolsa de Rubielos de Mora, pero tras esto la ofensiva se estanca una vez más y no consiguen avanzar más. Los ejércitos sublevados han llegado hasta la Línea XYZ, una cadena de fortificaciones republicanas que paraliza su avance en las cercanías de Sagunto.
A finales de marzo de 1939, aprovechando el desmoronamiento de la retaguardia republicana, participó en la denominada Ofensiva final que puso fin a la contienda y significó la victoria definitiva de Francisco Franco.